# Meagan Holder
Meagan Courtney Holder (* 3. října 1984, Los Angeles, Kalifornie, Spojené státy americké) je americká herečka. Nejvíce se proslavila rolí Darby Conrad v seriálu stanice Freeform Make It or Break It.

## Životopis
Meagan odmaturovala na California State University ve Fullertonu, kde byla členkou Gamma Phi Beta.

## Kariéra
Poprvé se objevila v roli Kayly ve filmu Bravo Girls: Bojovat až do konce v roce 2009. Poté si zahrála v seriálech jako 90210: Nová generace (2009), Nakopni to (2011), Námořní vyšetřovací služba: L. a. (2011) a V jako Victoria (2012). V roce 2011 se objevila ve čtyřech epizodách seriálu stanice Freeform Make It or Break It. Jako Claudie se objevila v 6 epizodách seriálu Nebezpečná identita. V roce 2016 získala roli v seriálu Pitch, který měl premiéru 22. září 2016.

## Filmografie
| Rok  | Název                            | Role             | Poznámky    |
| ---- | -------------------------------- | ---------------- | ----------- |
| 2009 | Bravo Girls: Bojovat až do konce | Kayla            |             |
| 2010 | Zase ona                         | Kendall          |             |
| 2010 | Humbug                           | Lisa             | Krátký film |
| 2012 | Město vrahů                      | Reportérka       |             |
| 2014 | Yellow Day                       | Taylor           |             |
| 2014 | Jersey Boys                      | Jazzová zpěvačka |             |
| 2015 | The Sand                         | Chandra          |             |

| Rok             | Název                           | Role           | Poznámky                         |
| --------------- | ------------------------------- | -------------- | -------------------------------- |
| 2009            | 90210: Nová generace            | Becca          | Epizoda: "The Party's Over"      |
| 2011            | Na parket                       | Angie          | Epizoda: "Reunion It Up"         |
| 2011            | Make It or Break It             | Darby Conrad   | Vedlejší role, 4 epizody         |
| 2011            | Námořní vyšetřovací služba L.A. | Dívka          | Epizoda: "The Debt"              |
| 2011–12         | Nebezpečná identita             | Claudine       | Vedlejší role, 6 epizod          |
| 2012            | V jako Victoria                 | Hope Quincy    | Epizoda: "Andre's Horrible Girl" |
| 2013            | Myšlenky zločince               | Paige Munson   | Epizoda: "Broken"                |
| 2013            | Mr. Box Office                  | Kelly          | Epizoda: "Honor Code"            |
| 2013            | Wendell & Vinnie                | Marisa         | Epizoda: "Wendell & Vinnie's"    |
| 2015            | Filthy Preppy Teen$             | Barmanka       | Epizoda: "1.3"                   |
| 2015–16         | Born Again Virgin               | Kelly Bowers   | hlavní role                      |
| 2016            | Girlfriends of Christmas Past   | Megan Walton   |                                  |
| 2016–současnost | Pitch                           | Evelyn Sanders | hlavní role                      |